# Malte Tängmark Roos
Carl Malte Tängmark Roos, född 20 juni 1994 i Martin Luthers församling i Halmstad, är en svensk politiker (miljöpartist). Han är sedan 10 februari 2025 riksdagsledamot för Malmö kommuns valkrets.
Tängmark Roos kandiderade i riksdagsvalet 2022 och blev ersättare. Han var tjänstgörande ersättare i riksdagen för Rasmus Ling under perioden 10 april–7 maj 2023. I riksdagen var Tängmark Roos suppleant i EU-nämnden, konstitutionsutskottet och socialförsäkringsutskottet samt extra suppleant i justitieutskottet. 2025 är han ledamot i socialförsäkringsutskottet och suppleant i skatteutskottet.